# William Johnson (esquiador)
William Dean Johnson (conocido como Bill Johnson; Los Ángeles, 30 de marzo de 1960-Gresham, 21 de enero de 2016) fue un deportista estadounidense que compitió en esquí alpino.

## Trayectoria
Participó en los Juegos Olímpicos de Sarajevo 1984, obteniendo una medalla de oro en la prueba de descenso.
En la Copa del Mundo consiguió tres victorias y tres podios en total.
Fue uno de los últimos portadores de la llama olímpica en la ceremonia de apertura de los Juegos Olímpicos de Salt Lake City 2002.
En 2001 tuvo un accidente mientras entrenaba, sufriendo un traumatismo craneoencefálico que lo mantuvo en coma durante tres semanas y le dejó un daño cerebral permanente. Posteriormente, sufrió una serie de derrames cerebrales que le deterioraron aún más su salud, hasta que murió en 2016, a la edad de 55 años.

## Palmarés internacional
| Juegos Olímpicos | Juegos Olímpicos      | Juegos Olímpicos | Juegos Olímpicos |
| Año              | Lugar                 | Medalla          | Prueba           |
| ---------------- | --------------------- | ---------------- | ---------------- |
| 1984             | Sarajevo (Yugoslavia) | Medalla de oro   | Descenso         |